# Quốc ca Turkmenistan
"Quốc ca Turkmenistan", còn được gọi là "Quốc ca Turkmenistan độc lập, trung lập" (tiếng Turkmen: Garaşsyz, Bitarap Türkmenistanyň Döwlet Gimni), được chấp thuận là quốc ca của Turkmenistan năm 1996, sau đó với lời được sửa đổi. Nhạc được sáng tác bởi nhà soạn nhạc Turkmenistan Veli Mukhatov, người cũng sáng tác nhạc của quốc ca của Cộng hoà Xã hội Chủ nghĩa Xô viết Turkmenistan.
Lời bài hát ban đầu được viết bởi tổng thống đầu tiên của Turkmenistan, Saparmurat Niyazov (còn được gọi là Turkmenbashi), người đã qua đời vào ngày 21 tháng 12 năm 2006. Chưa đầy hai năm sau khi ông qua đời, sự liên quan đến Turkmenbashi trong điệp khúc đã được thay thế bằng "nhân dân", trong số những thay đổi nhỏ khác đối với lời bài hát, và phần điệp khúc đã bị xóa khỏi phần bắt đầu của tác phẩm. Văn bản của bài quốc ca được đưa ra ở đây trong hình thức hiện tại của nó, tiếp theo là văn bản gốc từ thời Niyazov. Quốc ca được phát vào lúc bắt đầu phát thanh và truyền hình vào lúc 6:55 sáng giờ địa phương và phát lại khi đài phát thanh và truyền hình ngừng phát.

## Lời

### Lời hiện tại

#### Tiếng Turkmen
| Ký tự Latinh (chính thức) | Ký tự Cyrillic (không chính thức) | Ký tự Ba Tư-Ả Rập (không chính thức) | Chuyển tự IPA | Dịch tiếng Việt |
| I Janym gurban saňa, erkana ýurdum Mert pederleň ruhy bardyr könülde. Bitarap, Garaşsyz topragyň nurdur Baýdagyň belentdir dünýän önünde. Gaýtalama: Halkyň guran baky beýik binasy Berkarar döwletim, jigerim–janym. Başlaryň täji sen, diller senasy Dünýä dursun, sen dur, Türkmenistanym! II Gardaşdyr tireler, amandyr iller Owal–ahyr birdir bizin ganymyz. Harasatlar almaz, syndyrmaz siller Nesiller döş gerip gorar şanymyz. Gaýtalama | I Җаным гурбан саңа, эркана юрдум Мерт педерлең рухы бардыр көнүлде. Битарап, Гарашсыз топрагың нурдур Байдагың белентдир дүнйән өнүнде. Гайталама: Халкың гуран бакы бейик бинасы Беркарар дөвлетим, җигерим–җаным. Башларың тәҗи сен, диллер сенасы Дүнйә дурсун, сен дур, Түркменистаным! II Гардашдыр тирелер, амандыр иллер Овал–ахыр бирдир бизин ганымыз. Харасатлар алмаз, сындырмаз силлер Несиллер дөш герип горар шанымыз. Гайталама | ١ جانؽم قربان سانگا، ارقانا يوُردوُم مرت پدرلنگ روُخؽ باردؽر کؤنۆلده. بيتاراپ، قاراشسؽز توْپراغؽنگ نوُردوُر بايداغؽنگ بلنتدير دنیأن اؤنۆنده. قايتالاما: خلقؽنگ قرآن باقؽ بييك بيناسؽ برقارار دولتيم، جگريم–جانؽم. باشلارؽنگ تأجى سن، ديللر سناسؽ دنیا دوُرسوُن، سن دوُر، تۆرکمنيستانؽم! ٢ قارداشدؽر تيرلر، آماندؽر ايللر اول–آخر بيردير بيزين قانؽمؽز. خاراساتلاز آلماز، سؽندؽرماز سيللر نسللر دؤش گريپ قوْرار شانؽمؽز. قايتالاما | I [d͡ʒɑnɯm ɢuɾbɑn θɑɴɑ \| e̞ɾqɑnɑ juɾd̪um] [me̞ɾt̪ pe̞d̪e̞ɾle̞ŋ ɾuχɯ bɑɾd̪ɯɾ cø̞nyld̪e̞ ‖] [bit̪ɑɾɑp \| ɢɑɾɑʃθɯð t̪ø̞pɾɑʁɯɴ nuɾd̪uɾ] [bɑjd̪ɑʁɯɴ be̞le̞nt̪d̪iɾ d̪ynjæn ø̞nynd̪e̞ ‖] [ɢɑjt̪ɑɫɑmɑ] [χɑɫqɯɴ ɢuɾɑn bɑqɯ be̞jic binɑθɯ] [be̞ɾqɑɾɑɾ d̪ø̞βle̞t̪im \| d͡ʒiɟe̞ɾim d͡ʒɑnɯm ‖] [bɑʃɫɑɾɯɴ t̪æd͡ʒi θe̞n \| d̪ilːe̞ɾ θe̞nɑθɯ] [d̪ynjæ d̪uɾθun \| θe̞n d̪uɾ \| t̪yɾcme̞niθt̪ɑnɯm] II [ɢɑɾd̪ɑʃd̪iɾ t̪iɾe̞le̞ɾ \| ɑmɑnd̪ɯɾ ilːe̞ɾ] [o̞βɑɫɑχɯɾ biɾd̪iɾ biðin ɢɑnɯmɯð ‖] [χɑɾɑθɑt̪ɫɑɾ ɑɫmɑð \| θɯnd̪ɯɾmɑð θilːe̞ɾ] [ne̞θilːe̞ɾ d̪ø̞ʃ ɟe̞ɾip ɢo̞ɾɑɾ ʃɑnɯmɯð ǁ] [ɢɑjt̪ɑɫɑmɑ] | I Chúng ta sẵn sàng hiến dâng mạng sống này cho người Xứng đáng là hậu duệ của những anh hùng vang danh. Tổ quốc thiêng liêng, lá quốc kỳ tung bay khắp thế gian, Biểu tượng của một quốc gia trung lập. Điệp khúc: Những sáng tạo vĩ đại của nhân dân ta Đất nước ta, quốc gia độc lập có chủ quyền. Trường tồn, như ánh sáng và tâm hồn của những bài ca bất hủ Thịnh vượng muôn đời, Turkmenistan! II Tình đoàn kết chảy trong huyết quản của những dân tộc trong đất nước này Dòng máu của cha ông vẫn đang tuôn trào Giông tố bất hạnh qua thời gian chẳng làm chúng ta khiếp sợ Hãy làm rạng danh dân tộc chúng ta! Điệp khúc |

### Lời gốc
Phần lời gốc của bài quốc ca được sử dụng từ năm 1996 đến năm 2008, với phần điệp khúc được phát trước.
| Ký tự Latinh (chính thức) | Ký tự Cyrill (không chính thức) | Ký tự Ba Tư-Ả Rập (không chính thức) | Chuyển tự IPA |
| Gaýtalama: Türkmenbaşyň guran beýik binasy Berkarar döwletim, jigerim–janym. Başlaryň täji sen, diller senasy Dünýä dursun, sen dur, Türkmenistanym! I Janym gurban saňa, erkana ýurdum Mert pederleň ruhy bardyr könülde. Bitarap, Garaşsyz topragyň nurdur Baýdagyň belentdir dünýän önünde. Gaýtalama II Gardaşdyr tireler, amandyr iller Owal–ahyr birdir bizin ganymyz. Harasatlar almaz, syndyrmaz siller Nesiller döş gerip gorar şanymyz. Gaýtalama III Arkamdyr bu daglar, penamdyr düzler Ykbalym, namysym, togabym, Watan! Saňa şek ýetirse, kör bolsun gözler Geçmişim, geljegim, dowamym, Watan! | Гайталама: Түркменбашың гуран бейик бинасы Беркарар дөвлетим, җигерим–җаным. Башларың тәҗи сен, диллер сенасы Дүнйә дурсун, сен дур, Түркменистаным! I Җаным гурбан саңа, эркана юрдум Мерт педерлең рухы бардыр көнүлде. Битарап, Гарашсыз топрагың нурдур Байдагың белентдир дүнйән өнүнде. Гайталама II Гардашдыр тирелер, амандыр иллер Овал–ахыр бирдир бизин ганымыз. Харасатлар алмаз, сындырмаз силлер Несиллер дөш герип горар шанымыз. Гайталама III Аркамдыр бу даглар, пенамдыр дүзлер Ыкбалым, намысым, тогабым, Ватан! Саңа шек етирсе, көр болсун гөзлер Гечмишим, гелҗегим, довамым, Ватан! | قايتالاما: تۆرکمن‌باشینگ قرآن بييك بيناسؽ برقارار دولتيم، جگريم–جانؽم. باشلارؽنگ تأجى سن، ديللر سناسؽ دنیا دوُرسوُن، سن دوُر، تۆرکمنيستانؽم! ١ جانؽم قربان سانگا، ارقانا يوُردوُم مرت پدرلنگ روُخؽ باردؽر کؤنۆلده. بيتاراپ، قاراشسؽز توْپراغؽنگ نوُردوُر بايداغؽنگ بلنتدير دنیأن اؤنۆنده. قايتالاما ٢ قارداشدؽر تيرلر، آماندؽر ايللر اول–آخر بيردير بيزين قانؽمؽز. خاراساتلاز آلماز، سؽندؽرماز سيللر نسللر دؤش گريپ قوْرار شانؽمؽز. قايتالاما ٣ آرقامدؽر بوُ داغلار، پنامدؽر دۆزلر إقبالؽم، نامؽسؽم، تغابؽم، وطن! سانکا شك يتيرسه، کور بوْلسوُن گؤزلر گچميشيم، گلجگيم، دوْوامؽم، وطن! | [ɢɑjt̪ɑɫɑmɑ] [t̪yɾcme̞nbɑʃɯɴ ɢuɾɑn be̞jic binɑθɯ] [be̞ɾqɑɾɑɾ d̪ø̞βle̞t̪im \| d͡ʒiɟe̞ɾim d͡ʒɑnɯm ‖] [bɑʃɫɑɾɯɴ t̪æd͡ʒi θe̞n \| d̪ilːe̞ɾ θe̞nɑθɯ] [d̪ynjæ d̪uɾθun \| θe̞n d̪uɾ \| t̪yɾcme̞niθt̪ɑnɯm] I [d͡ʒɑnɯm ɢuɾbɑn θɑɴɑ \| e̞ɾqɑnɑ juɾd̪um] [me̞ɾt̪ pe̞d̪e̞ɾle̞ŋ ɾuχɯ bɑɾd̪ɯɾ cø̞nyld̪e̞ ‖] [bit̪ɑɾɑp \| ɢɑɾɑʃθɯð t̪ø̞pɾɑʁɯɴ nuɾd̪uɾ] [bɑjd̪ɑʁɯɴ be̞le̞nt̪d̪iɾ d̪ynjæn ø̞nynd̪e̞ ‖] [ɢɑjt̪ɑɫɑmɑ] II [ɢɑɾd̪ɑʃd̪iɾ t̪iɾe̞le̞ɾ \| ɑmɑnd̪ɯɾ ilːe̞ɾ] [o̞βɑɫɑχɯɾ biɾd̪iɾ biðin ɢɑnɯmɯð ‖] [χɑɾɑθɑt̪ɫɑɾ ɑɫmɑð \| θɯnd̪ɯɾmɑð θilːe̞ɾ] [ne̞θilːe̞ɾ d̪ø̞ʃ ɟe̞ɾip ɢo̞ɾɑɾ ʃɑnɯmɯð ǁ] [ɢɑjt̪ɑɫɑmɑ] III [ɑɾqɑmd̪ɯɾ bu d̪ɑʁɫɑɾ \| pe̞nɑmd̪ɯɾ d̪yðle̞ɾ] [ɯqbɑɫɯm \| nɑmɯθɯm \| t̪o̞ʁɑbɯm \| βɑt̪ɑn ‖] [θɑɴɑ ʃe̞c je̞t̪iɾθe̞ \| cø̞ɾ bo̞ɫθun ɟø̞ðle̞ɾ] [ɟe̞t͡ʃmiʃim \| ɟe̞ld͡ʒe̞ɟim \| d̪o̞βɑmɯm \| βɑt̪ɑn ‖] |